# Malakal Stadium
El Malakal Stadium  es un estadio de usos múltiples en la localidad de Malakal, al noreste del territorio del país africano de Sudán del Sur. 
Fue construido con la ayuda de las Fuerzas de Mantenimiento de la Paz de la ONU (INDBATT).  El estadio sido renovado y modernizado para que sus focos permitan que el lugar sea útil tanto en el día como en la noche. En este estadio (donde se alojarán las celebraciones del CPA). Malakal también tiene el privilegio de ser elegido para la construcción de la Academia de Fútbol del Sur de acuerdo a las normas de la FIFA. Un gran terreno para esta academia ya ha sido asignado por el gobierno en las afueras del lado sur de la ciudad donde la construcción se iniciará a partir de este año, cuando todas las materias de urbanismo y construcción han llegado a la ubicación.